# 新庄郵便局
新庄郵便局（しんじょうゆうびんきょく）
- 奈良県葛城市にある郵便局。局番号は45028。新庄郵便局 (奈良県)
- 広島県山県郡北広島町にある郵便局。局番号は51187。
- 岡山県真庭郡新庄村にある郵便局。局番号は54058。
- 山形県新庄市にある郵便局。本記事にて記述する。

新庄簡易郵便局（しんじょうかんいゆうびんきょく）
- 福井県三方郡美浜町にある簡易郵便局。局番号は33719。

新庄郵便局（しんじょうゆうびんきょく）は山形県新庄市にある郵便局。民営化前の分類では集配普通郵便局であった。

## 概要
住所：〒996-8799 山形県新庄市小田島町4-18

## 出張所（局外設置ATM）
管轄はゆうちょ銀行仙台支店。
- ヨークベニマル新庄店内出張所

## 沿革
- 1872年8月4日（明治5年7月1日） - 新庄郵便取扱所として開設[1]。
- 1874年（明治7年） - 新庄郵便役所となる。
- 1875年（明治8年）1月1日 - 新庄郵便局（四等）となる。同年、為替取扱を開始。
- 1881年（明治14年） - 貯金取扱を開始。
- 1889年（明治22年）4月1日 - 新庄郵便電信局となる。
- 1903年（明治36年）4月1日 - 通信官署官制の施行に伴い新庄郵便局となる。
- 1949年（昭和24年）6月1日 - 逓信省が郵政省と電気通信省に分割するのに伴って、新庄郵便局と新庄電報電話局に分割[2]。
- 1951年（昭和26年）1月15日 - 新庄市五日市から同市十日町に移転するとともに、保険分室を廃止[3]。
- 1954年（昭和29年）8月21日 - 電話通話および和文電報受付事務の取扱を開始。
- 1972年（昭和47年）4月1日 - 角沢簡易郵便局の廃止に伴い、取扱事務を承継。
- 1975年（昭和50年）11月25日 - 新庄市大手町から同市小田島町に移転。
- 1993年（平成5年）7月1日 - 外国通貨の両替および旅行小切手の売買に関する業務取扱を開始。
- 2007年（平成19年）10月1日 - 民営化に伴い、併設された郵便事業新庄支店に一部業務を移管。
- 2012年（平成24年）10月1日 - 日本郵便株式会社発足に伴い、郵便事業新庄支店を新庄郵便局に統合。
- 2018年（平成30年）3月5日 - 本合海郵便局、泉田郵便局から集配業務を移管。

## 取扱内容
- 郵便、印紙、ゆうパック、内容証明
- 貯金、為替、振替、振込、国際送金、外貨両替・トラベラーズチェック、国債、投資信託
- 生命保険、バイク自賠責保険、自動車保険
- ゆうちょ銀行ATM
- 新庄市内（〒996-00xx、996-01xx、999-51xx）の集配業務
- ゆうゆう窓口

## 風景印
- 図案は『新庄城趾』・『すげぼし』
- 使用開始日は1962年（昭和37年）8月20日

## 周辺
- 新庄市役所
- 新庄市立図書館
- 新庄市民文化会館
- 山形県立新庄南高等学校
- 国道13号
- 国道458号

## アクセス
- JR新庄駅（西口）から徒歩約12分
- 山交バス、新庄市営バス 南本町停留所下車
- 駐車場あり：29台